# تنیل کمبل
تنیل کمبل (انگلیسی: Teniel Campbell؛ ‏تلفظ نام‌خانوادگی: ‎/ˈkæmbəl/‎؛ ‏ زادهٔ ۲۳ سپتامبر ۱۹۹۷) دوچرخه‌سوار اهل ترینیداد و توباگو است.
وی در مسابقات کشوری و بین‌المللی در مجموع برندهٔ ۲ مدال نقره شده‌است.